# Église Saint-Pierre de Breuillet
Pour les articles homonymes, voir église Saint-Pierre.
L’église Saint-Pierre est une église paroissiale de culte catholique, située dans la commune française de Breuillet, dans le département de l'Essonne, en France.
Elle est dédiée à l'apôtre Pierre.

## Histoire
L'édifice est daté du XIVe siècle et agrandi et modifié au XVIIe siècle. Affectée par les troubles de la Révolution française, l'église est restaurée dans les années 1980. Les plâtres du XIXe disparaissent ainsi que le maître-autel.

## Éléments remarquables
L'édifice conserve une voûte à croisée d'ogives réalisée en châtaignier au XVIIe siècle. Les vitraux du XIXe siècle dans le chœur représentent à gauche saint Paul (tenant l'épée), au milieu dans l'axe de l'abside saint Pierre (tenant la clef) et à droite saint Vincent, patron des vignerons dans sa tunique de diacre. Par ailleurs, l'église conserve une fresque de Robert Lanz datée de 1941, nommée Notre-Dame des Usines et des Champs.

## Sources
1. ↑  l'église sur le site de la commune
2. ↑  L'église sur le site de la commune